# Парламентські вибори у Вануату 2008
Парламентські вибори у Вануату відбулись 2 вересня 2008 року.
Результати виборів до парламенту Вануату 2 вересня 2008
| Партії та блоки                  | Голоси | %     | Місця |
| -------------------------------- | ------ | ----- | ----- |
| Партія Вануаку                   | 9 743  | 24.23 | 11    |
| Національна об'єднана партія     | 6 296  | 15.66 | 8     |
| Союз поміркованих партій         | 5 329  | 13.26 | 7     |
| Республіканська партія Вануату   | 4 675  | 11.63 | 7     |
| Народна прогресивна партія       | 1 978  | 4.92  | 4     |
| Конфедерація зелених             | 1 384  | 3.44  | 2     |
| Робітнича партія Вануату         | 1 381  | 3.44  | 1     |
| VPRFP                            | 837    | 2.07  | 1     |
| Шепердський альянс               | 829    | 2.06  | 1     |
| Меланезійська прогресивна партія | 799    | 1.99  | 1     |
| Партія народної дії              | 795    | 1.98  | 1     |
| Родина передусім                 | 730    | 1.82  | 1     |
| Намангі Ауті                     | 644    | 1.6   | 1     |
| Нагріамель                       | 546    | 1.36  | 1     |
| Національна партія Вануату       | 514    | 1.28  | 1     |
| Безпартійні                      | 3 723  | 9.26  | 4     |
| Разом                            | 40 203 | 100   | 52    |
| Джерело:                         |        |       |       |